# 탈의실

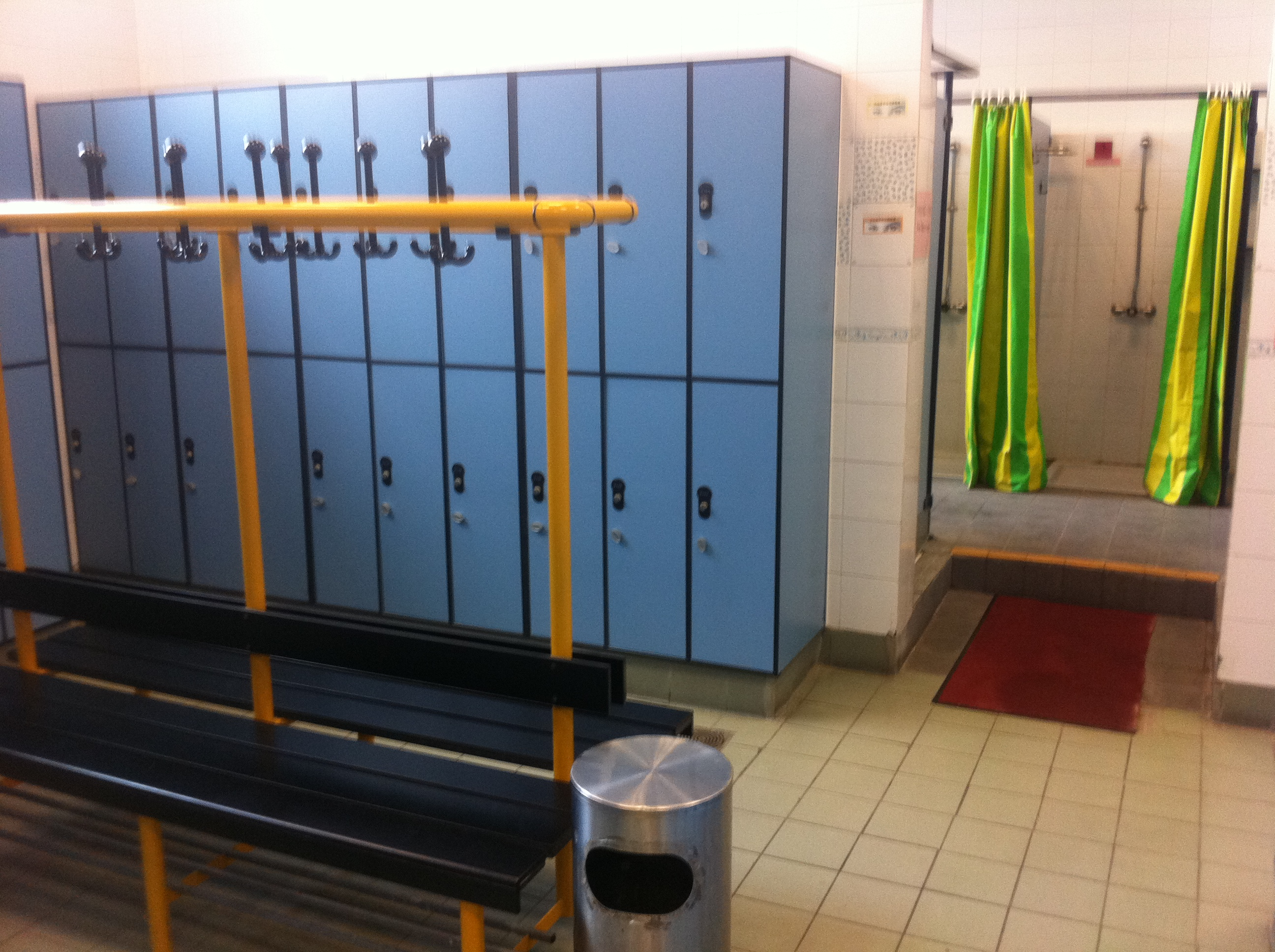
스포츠 홀 내부의 탈의실

탈의실(脫衣室) 또는 락커룸(영어: locker room ← 스포츠, 극장, 직원 문맥에서 주로 사용됨)은 옷을 갈아입기 위해 지정된 방 또는 공간이다. 탈의실은 다양한 프라이버시 수준에서 사람들이 옷을 갈아입을 수 있도록 반공개적인 상황에서 제공된다.

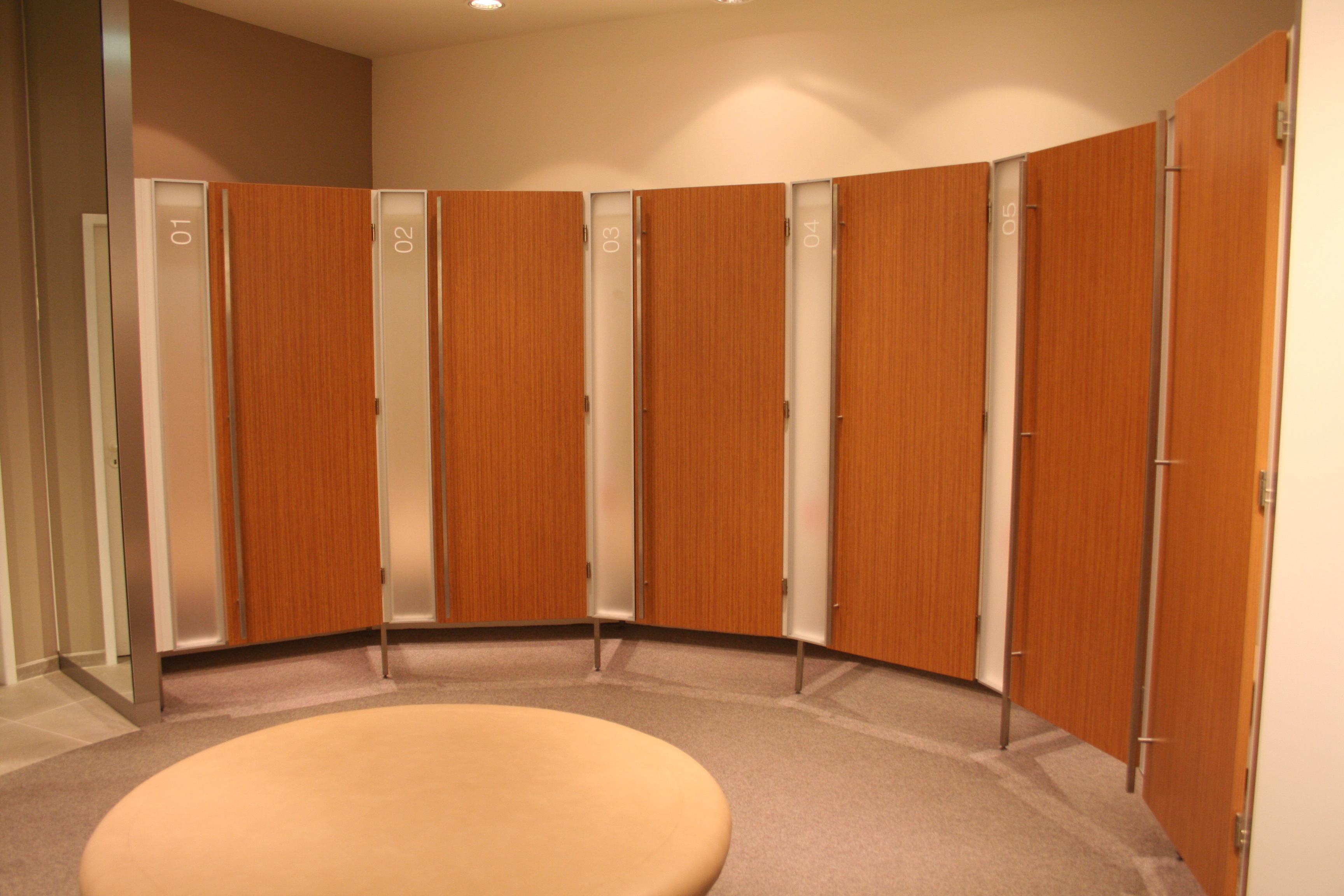
덴마크의 의류 매장 탈의실 블록

피팅룸 또는 드레싱룸은 백화점 등에서 옷을 입어보는 방이다.
별도의 탈의실은 남성과 여성을 위해 제공될 수도 있고, 혼성 화장실처럼 개별 칸막이가 있는 성별 비지정 개방 공간이 있을 수도 있다. 많은 탈의실에는 화장실, 세면대, 샤워실이 포함되어 있다. 때로는 탈의실이 화장실의 작은 부분으로 존재하기도 한다. 예를 들어, 토론토의 영 던다스 스퀘어(물놀이 공간 포함)에 있는 남녀 화장실에는 각각 세면대 줄 끝에 빈 카운터 공간으로 된 탈의 공간이 있다. 이 경우 시설은 주로 화장실이며, 소수의 사용자만이 수영복으로 갈아입기 때문에 탈의실로서의 사용은 최소화된다. 때로는 화장실 칸막이에서 옷을 갈아입는 사람도 있다.

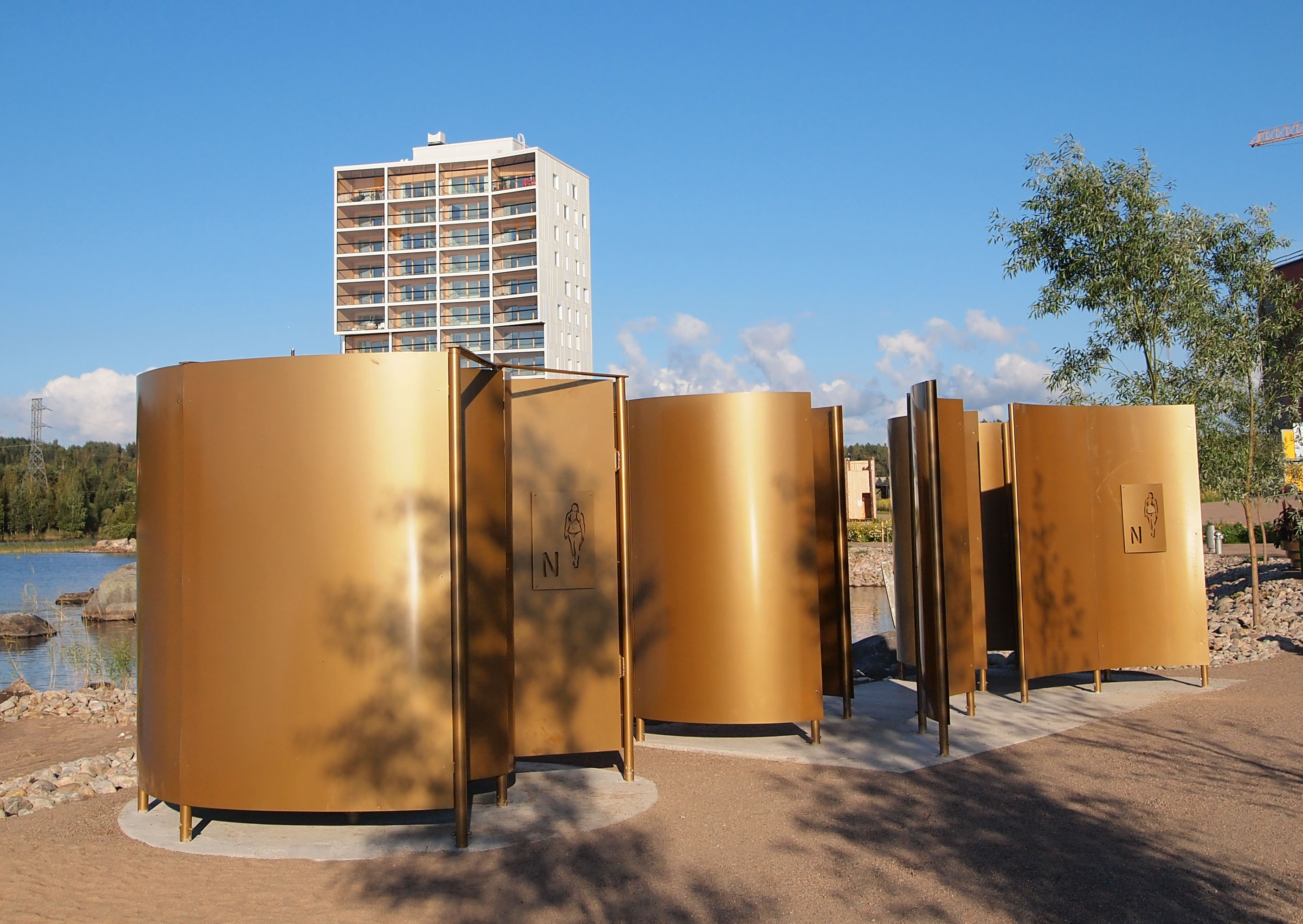
이위배스퀼래, 핀란드 아이얄란란타 해변의 탈의실

더 큰 탈의실은 일반적으로 공공 해변이나 다른 목욕 공간에서 찾을 수 있으며, 대부분의 공간이 탈의용이고 최소한의 화장실 공간이 포함되어 있다. 해변 스타일의 탈의실은 종종 벽에 벤치가 있는 넓은 개방형 방이다. 일부는 지붕이 없어 외부인이 안을 들여다보는 것을 방지하는 데 필요한 장벽만 제공한다.

## 유형
다양한 유형의 탈의실이 존재한다:

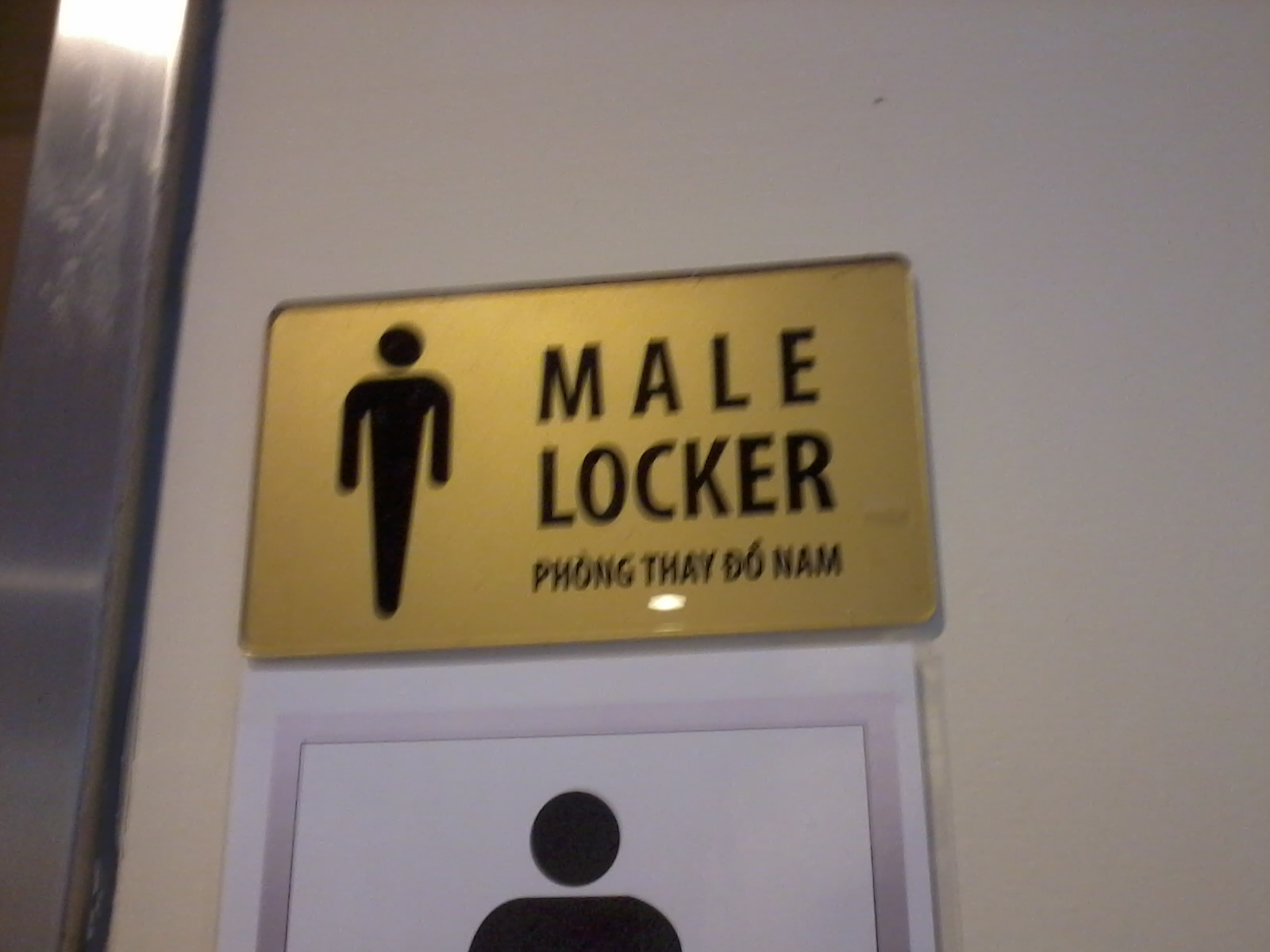
베트남 하노이 경남 하노이 랜드마크 타워 수영장의 탈의실 표지판

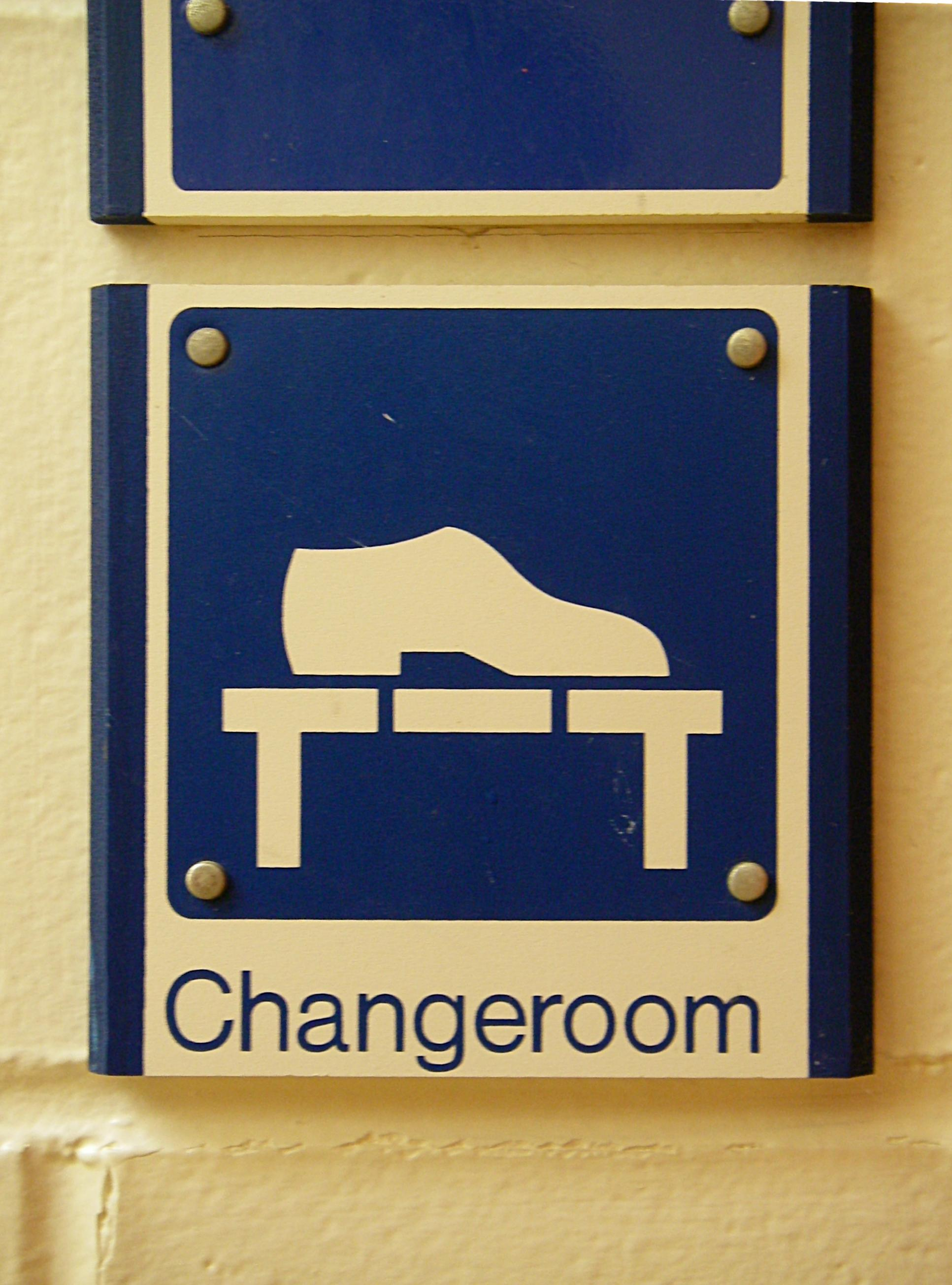
탈의실 표지판

- 탈의 칸막이는 사적인 공간에서 옷을 갈아입을 수 있는 작은 칸막이이다. 모든 신체 활동에 사용된다.
- 락커룸은 일반적으로 옷을 갈아입고 락커에 보관하는 성별 분리 공간이다. 종종 수영이나 다른 스포츠 목적으로 사용된다. 칸막이가 없는 개방형 공간이다. 이 방에는 화장실, 세면대, 샤워실이 포함된다.
- 피팅룸 또는 드레싱룸은 일반적으로 옷을 입어볼 수 있는 작은 단일 사용자 칸막이이다. 이들은 옷을 구매하기 전에 입어보고 싶을 때 소매점에서 자주 발견된다.

### 탈의 칸막이
탈의 칸막이는 사적인 공간에서 옷을 갈아입을 수 있는 작은 칸막이이다. 옷은 보통 락커에 보관된다. 보통 남녀 구분된 공간은 없다. 종종 성별 분리된 공동 샤워실과 결합된다. 대부분의 공공 수영장에는 공동 탈의실과 함께 이러한 종류의 탈의 시설이 있다. 피트니스 센터와 같은 다른 장소에서도 이러한 탈의 칸막이를 제공한다.

### 공동 탈의실

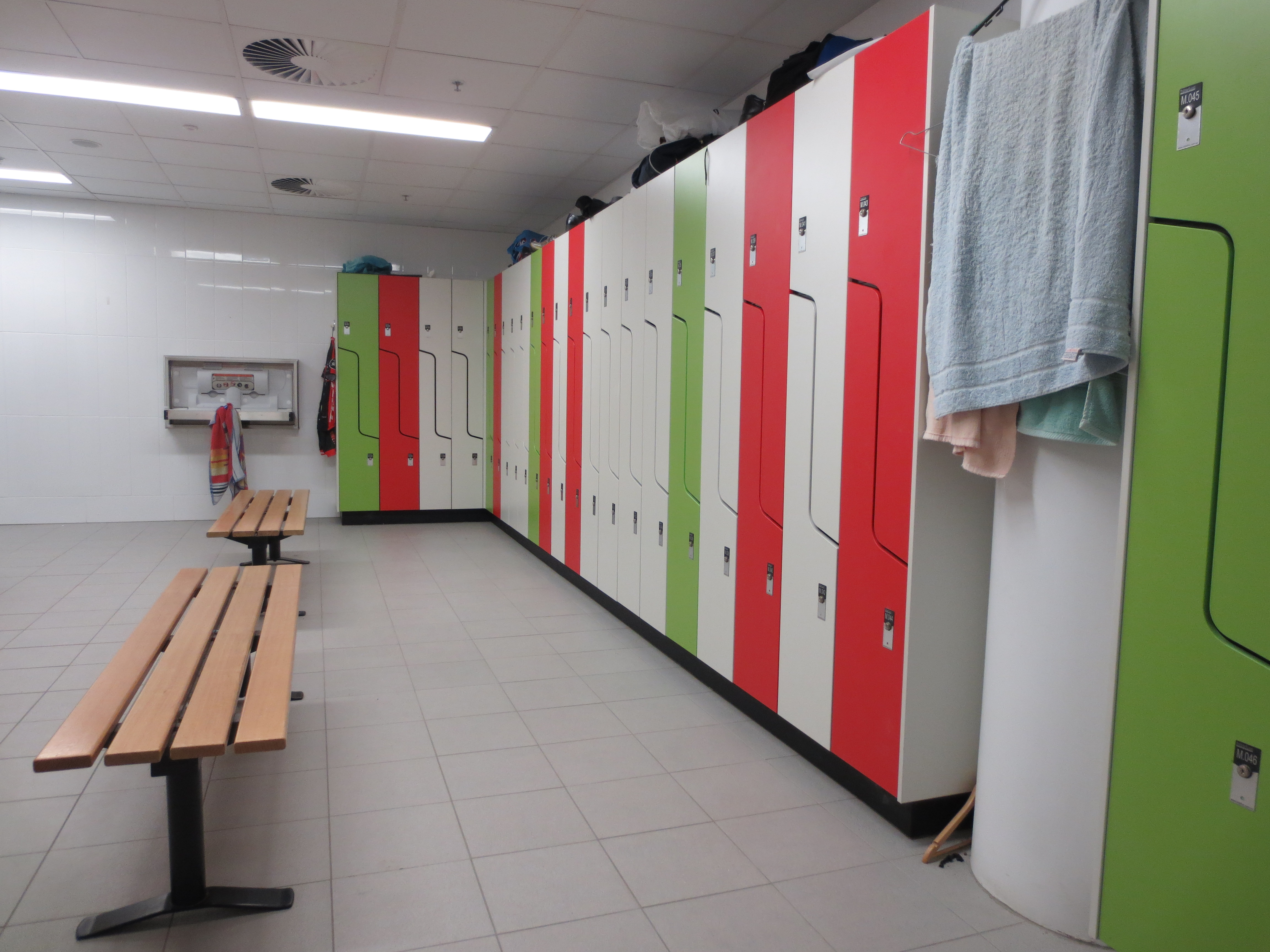
탈의실의 락커와 벤치

락커룸은 소지품 보관을 위한 락커를 제공하기 때문에 그렇게 불린다. 또는 락커룸 관리인이 사람이 물건을 찾으러 올 때까지 물건을 보관할 수도 있다. 락커룸은 일반적으로 사람들이 함께 옷을 갈아입는 개방형 공간이지만, 남성과 여성을 위한 별도의 공간 또는 별도의 락커룸이 있다. 때로는 수영 단지에서 사용되기도 한다.
락커룸에 사용되는 잠금 장치는 전통적으로 열쇠 또는 동전 락커, 또는 번호 자물쇠로 잠그는 락커였다. 최신 락커룸은 로봇 기계로 옷을 보관하고, 지문 스캐너로 등록하고 나중에 찾을 수 있는 기능과 함께 자동화될 수 있다. 일부 워터파크의 락커룸은 마이크로칩이 장착된 손목 밴드를 사용한다. 락커를 잠금 해제하는 동일한 손목 밴드는 워터파크에서 음식, 음료 및 기타 품목을 구매하는 데 사용될 수 있다.
일부 공동 탈의실은 개인용이 아닌 그룹용으로만 사용되도록 되어 있다. 이 경우 락커가 없을 수도 있다. 대신 물건을 도난으로부터 보호하기 위해 전체 방이 잠겨 있다.
락커룸은 많은 중학교와 고등학교에서도 사용된다. 대부분의 락커룸에는 체육 수업 후를 위한 샤워실이 포함되어 있다.
야외 스포츠 시설의 경우 탈의실은 좌석이나 바와 같은 다른 시설과 함께 파빌리온 또는 클럽하우스에 통합될 수 있다.

### 피팅룸 (매장)

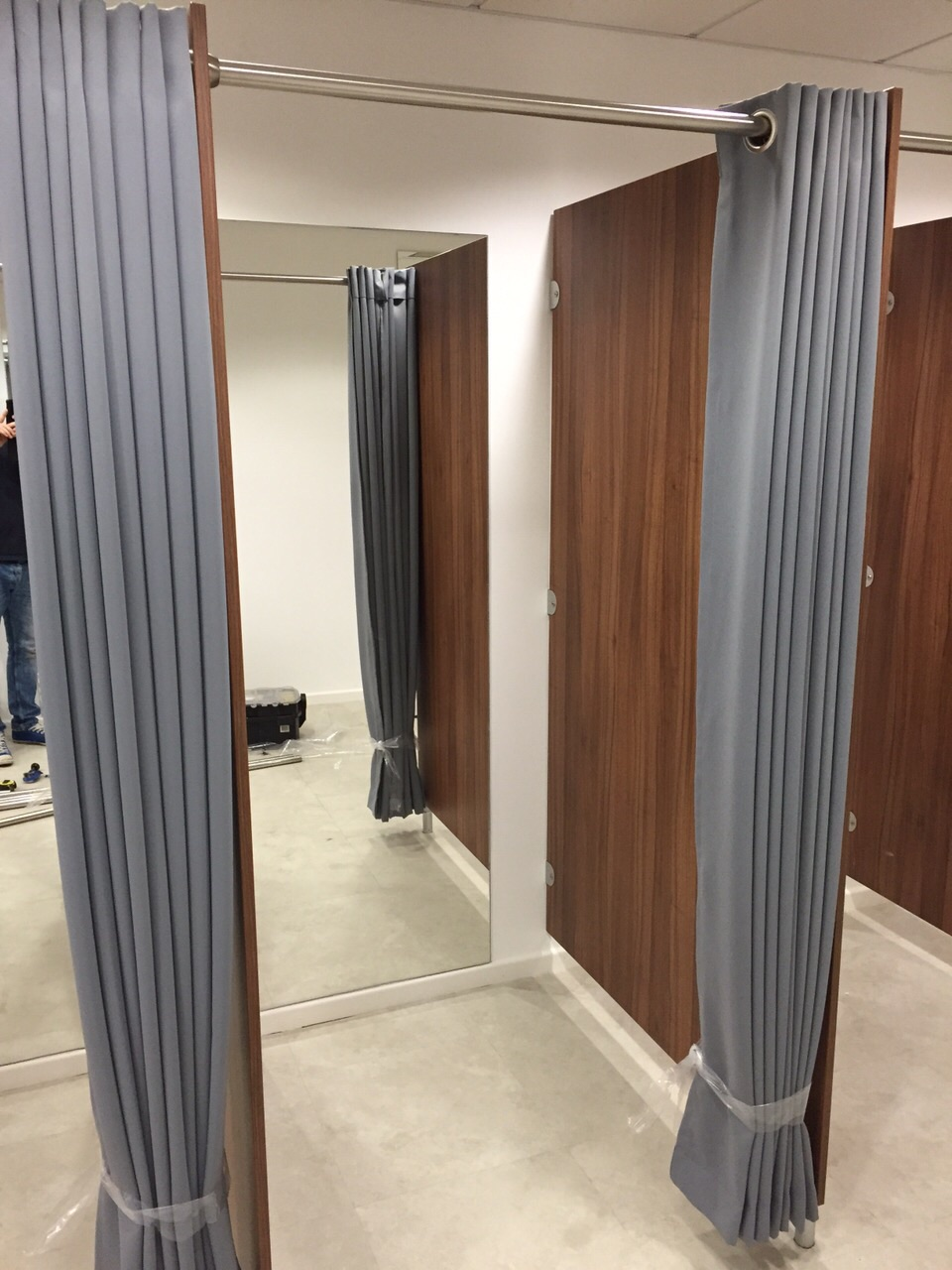
백화점의 피팅룸

피팅룸 또는 드레싱룸은 백화점 등에서 옷을 입어보는 방이다. 이 방은 일반적으로 개인이 옷을 구매하기 전에 옷의 핏을 확인하기 위해 입어보는 개별 방이다. 사람들은 항상 피팅룸을 옷을 갈아입는 데 사용하지는 않는다. 옷을 갈아입는다는 것은 한 벌의 옷을 벗고 다른 옷을 입는 것을 의미하기 때문이다. 때로는 옷 위에 옷(예: 스웨터 또는 코트)을 입어보는 것을 선택하지만, 여전히 사적인 공간에서 이것을 하고 싶어한다. 따라서 피팅룸은 옷을 갈아입는 데 사용되거나, 단순히 옷을 갈아입지 않고 핏만 확인하는 데 사용될 수 있다.

#### 규칙 및 관례

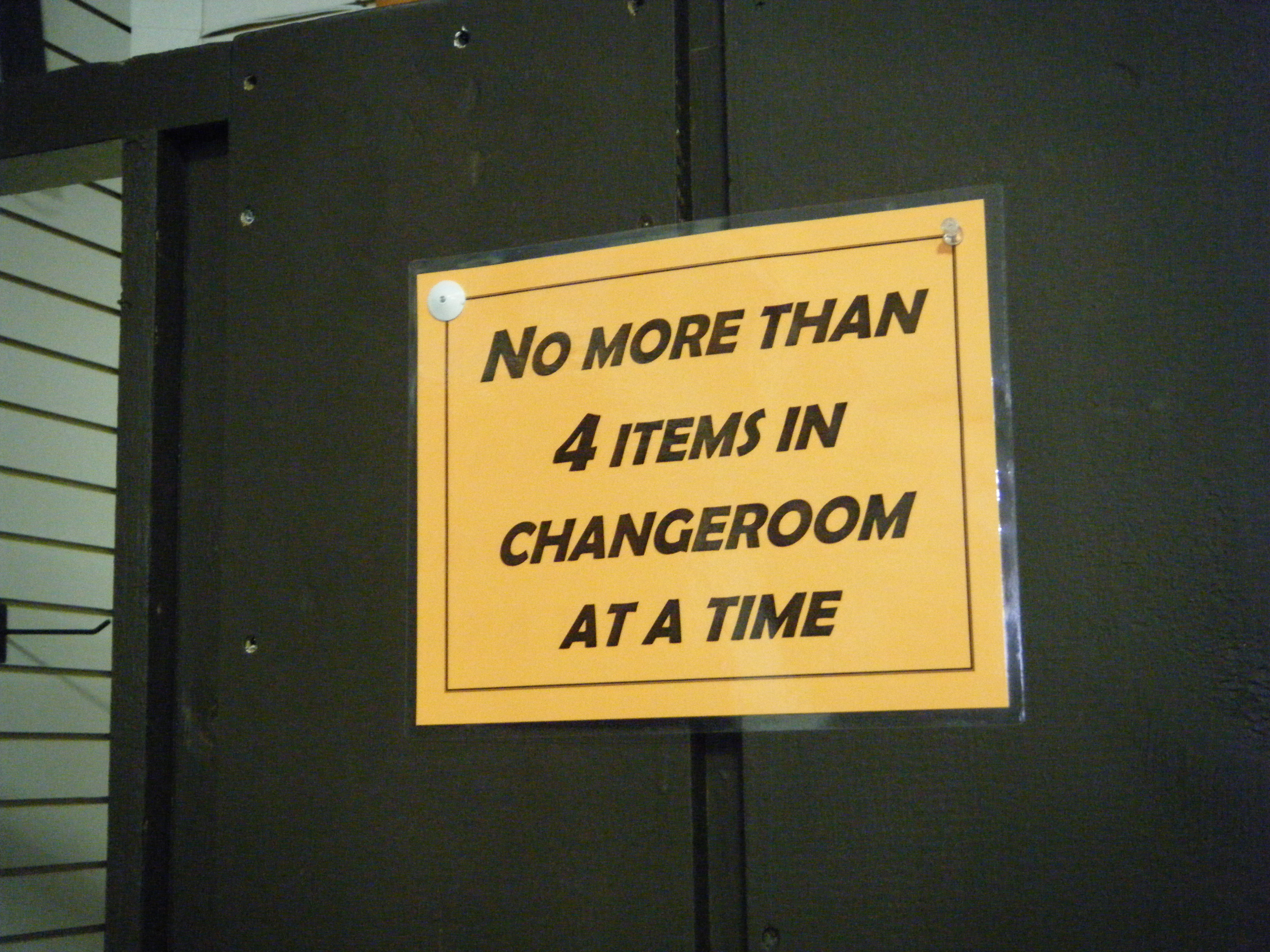
의류 매장의 탈의실 표지판

소매점에서는 종종 "탈의실에 4개 이상의 품목 반입 금지"와 같이 탈의실에 허용되는 최대 품목 수를 게시한다.

#### 역사
최초의 상점 피팅룸은 백화점이 확산되면서 등장한 것으로 보인다. 에밀 졸라는 그의 소설 여인들의 행복 (1883)에서 그들의 존재를 언급했으며, 당시 남자들에게는 금지되어 있었다고 했다. 몇 년 후, 1906년에 잔 파캥을 그린 앙리 제르벡스 시대에는 더 이상 그렇지 않았다.
어쨌든, 버스터 키턴은 1928년 미국 무성 영화 코미디 카메라맨 (영화)에서 피팅룸에서 일했다. 그 이후로 피팅룸은 영화에서 코믹한 장면을 계속해서 제공해왔는데, 예를 들어 1995년 프랑스 영화 레 트루아 프레르가 있다.

### 드레싱룸 (가정용)

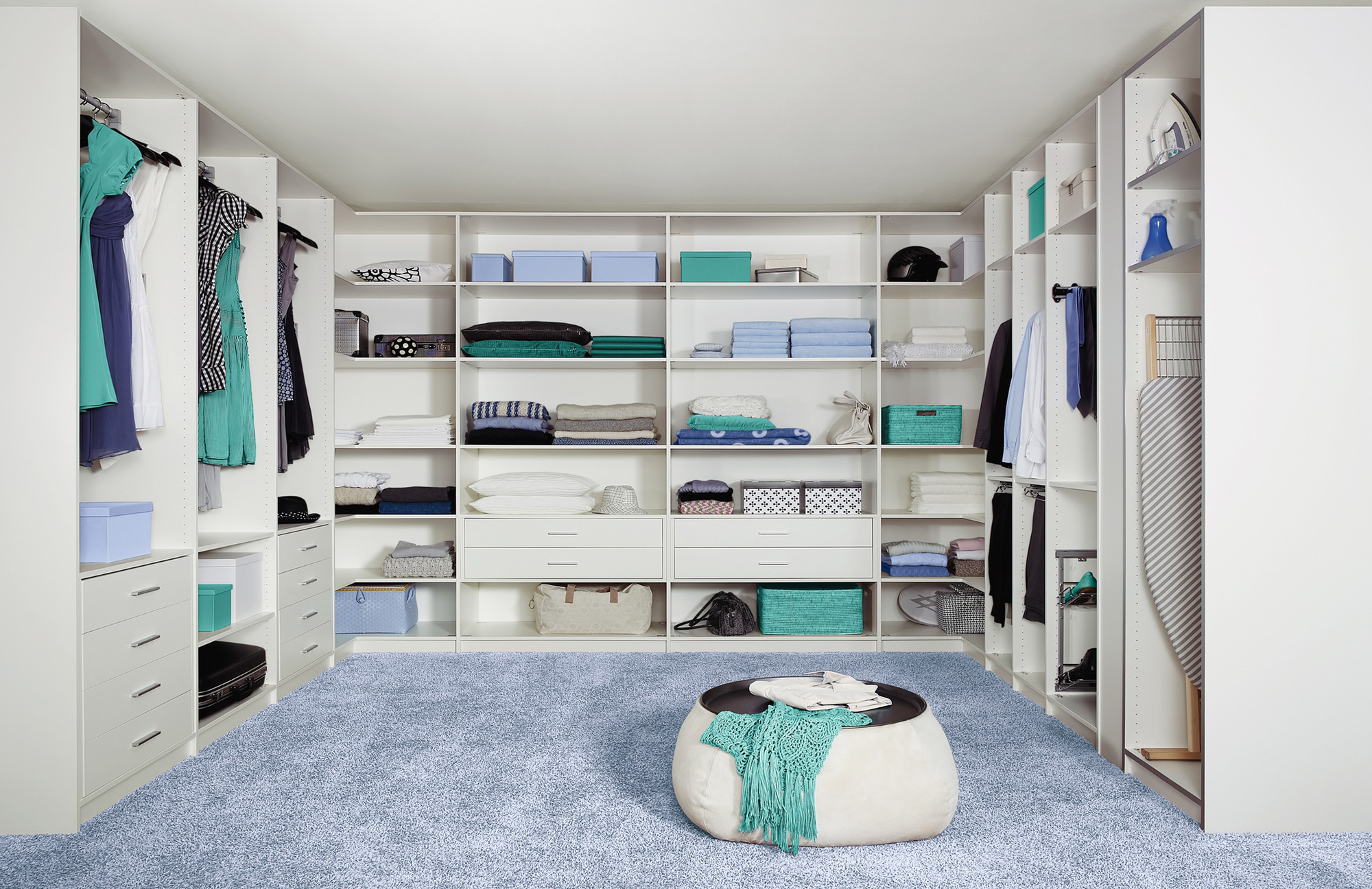
가정용 드레싱룸

일부 가정에는 옷을 입고 갈아입는 목적으로만 사용되는 전용 방이 있을 수 있으며, 일반적으로 붙박이장이 갖춰져 있다. 빅토리아 시대의 더 큰 주택에서는 안방에서 접근할 수 있는 안주인을 위한 부두아라는 개인적인 방과 신사를 위한 드레싱룸(그리고 때로는 남자의 캐비닛)을 두는 것이 일반적이었다.

## 보안
탈의실이 제공하는 사생활 때문에 보안과 사생활 사이의 절충점에서 문제가 발생한다. 즉, 사생활을 빌미로 마약을 팔거나 백화점에서 옷을 훔치는 범죄가 저질러질 수 있기 때문이다. 일부 백화점에는 탈의실에 보안 카메라가 설치되어 있다.
공동 탈의실은 피팅룸보다 절도 위험이 적다. 완전한 사생활이 보장되지 않기 때문이다. 특히 범죄자는 다른 사용자가 잠복 경찰이나 보안 요원일지 여부를 알 수 없을 것이다. 많은 현대 탈의실은 문이 없는 미궁 스타일의 입구를 가지고 있어 외부에서 안을 들여다볼 수 없지만, 보안 요원은 문이 열리는 소리 없이 언제든지 안으로 들어갈 수 있어 내부 사람들에게 경고가 전달되지 않는다. 옷을 갈아입는 것이 부차적인 목적인 화장실도 종종 이러한 미궁형 입구를 가지고 있다. 많은 화장실에는 세면대와 소변기를 사용자의 등만 보이도록 촬영하는 시야각으로 주 영역에 보안 카메라가 설치되어 있다. 그러나 화장실이 분수, 물놀이장 등과 가까이 있고 옷을 갈아입는 데 사용될 가능성이 있는 경우, 일부는 화장실 감시 카메라가 사생활 침해라고 생각한다.
또 다른 보안 위험은 절도이다. 때로는 물품을 확보하는 방법이 제공되지 않지만, 잠금 가능한 락커나 바구니조차도 경험 많은 도둑이 사람들이 옷을 갈아입기 전에 일반적으로 가지고 다니는 귀중품을 훔칠 수 있도록 최소한의 보안만 제공하도록 설계되어 있다. 탈의실 운영자는 종종 도난당한 물품에 대한 책임을 부인하는 표지를 게시하여 과실에 대한 주장을 억제할 수는 있지만 완전히 없애지는 못한다.